# Adrian Paci

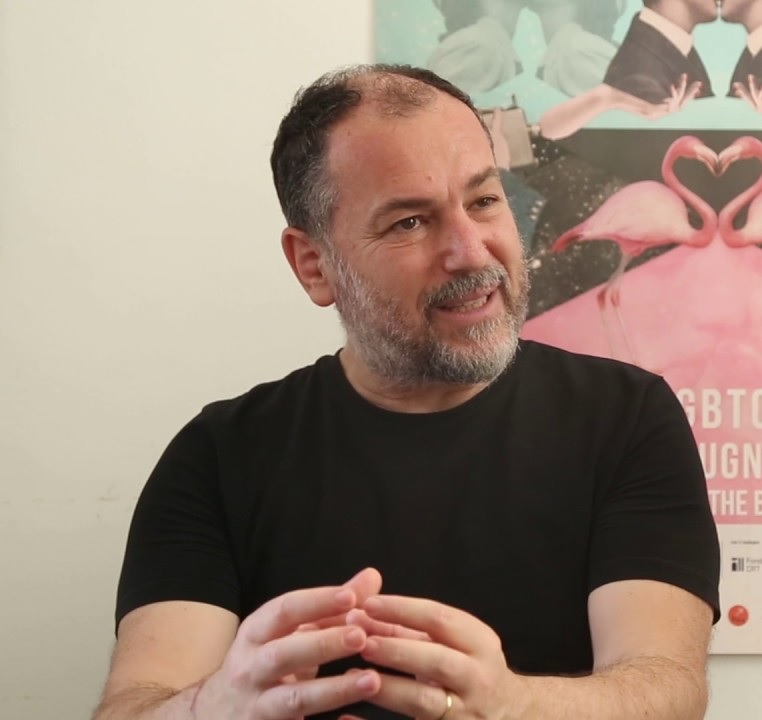
Adrian Paci (2017)

Adrian Paci (* 28. Januar 1969 in Shkodra, Albanien) ist ein albanischer Künstler, der sich mit Fotografie, Filmen, Objekten und Installationen befasst.

## Leben
Paci studierte Kunst an der Kunstakademie Tirana. In den 1990er Jahren befasste er sich mit experimentellen Kunstrichtungen in Albanien. Er verließ seine Heimat im Jahre 1997 während der Unruhen im Land und ließ sich in Italien nieder.
Paci lebt und arbeitet in Mailand und wird dort 2011 von der Galerie Francesca Kaufmann sowie in Zürich von der Galerie Peter Kilchmann vertreten.

## Rezeption
Die Deutsche Bank AG hat in den Deutsche Bank Türmen in Frankfurt am Main, dem Deutsche-Bank-Hochhaus, seit 2011 eine ganze Etage mit Werken von Adrian Paci ausgestattet.

## Ausstellungen (Auswahl)

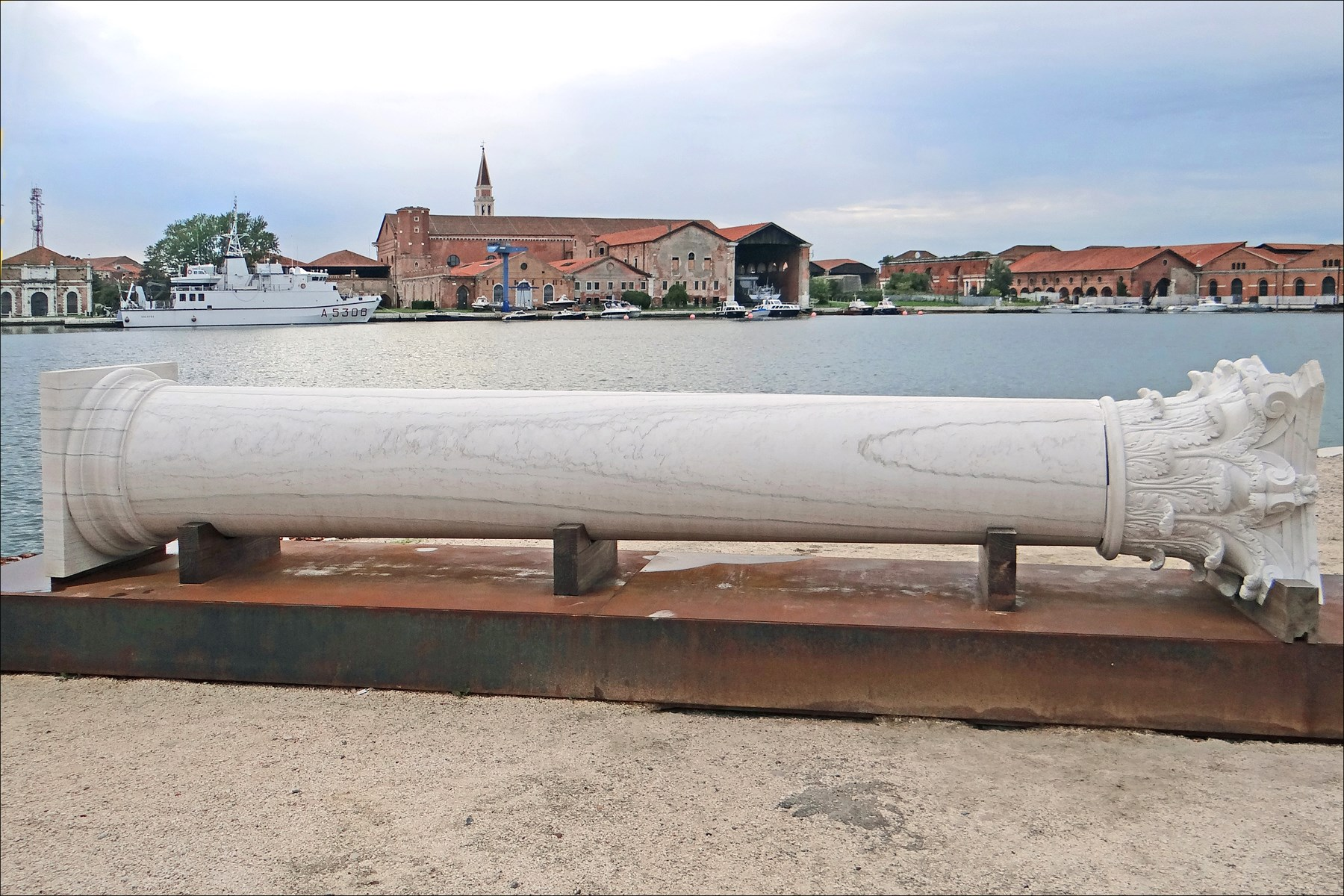
Die Säule ist eine Videoinstallation von Adrian Paci aus dem Jahr 2013. Sie hat die Entstehung des abgebildeten Kunstwerks aus einem Marmorblock zum Inhalt.

- 2014: Playtime. Städtische Galerie im Lenbachhaus, München, 15. März bis 29. Juni; ausgestelltes Werk: Turn On (2004)
- 2013: Vie en transit. Galérie nationale du Jeu de Paume, Paris
- 2011/12: Centro di Permanenza temporanea. ZKM, Museum für Neue Kunst, Karlsruhe
- 2011: Turn On, 2004. Studiengalerie, Johann-Wolfgang-Goethe-Universität Frankfurt am Main
- 2011: The Private Museum. Galleria d’arte moderna di Bergamo, Bergamo, Italien
- 2010: Hospitality, Receiving Strangers. Muzeum Sztuki w Łodzi, Łódź, Polen
- 2010: Human Condition. Kunsthaus Graz, Graz, Österreich
- 2010: Adrian Paci: Electric Blue. Motion Picture. Kunsthaus Zürich, Zürich
- 2009: Louisiana Museum of Modern Art, Humlebæk, Dänemark
- 2009: Universal Code. The Power House, Toronto, Kanada
- 2008: Street and Studio. Tate Modern, London
- 2008: Adrian Paci. Kunstverein Hannover, Hannover
- 2007: Senso Unico. MoMA PS1, New York
- 2007: Still Moving: Adrian Paci. Museum am Ostwall, Dortmund
- 2006: Transculture. Bunkier Sztuki, Krakau
- 2005: 51. Biennale di Venezia, Venedig
- 2005: Moderna Museet, Stockholm
- 2005: Perspectives 147: Adrian Paci. Contemporary Arts Museum Houston, Houston, Texas, USA
- 2004: I Nuovi Mostri/Life is Beautiful. Fondazione Nicola Trussardi, Mailand
- 2003: Blut & Honig – Zukunft ist am Balkan. Sammlung Essl, Klosterneuburg, Österreich
- 2002: Beautiful Strangers – Albanische Kunst. ifa-Galerie, Bonn, 2001: ifa-Galerie, Berlin
- 2001: Adrian Paci: Albanian Stories. Bildmuseet Umeå, Umeå, Schweden
- 1998: Permanent Instability. Nationale Kunstgalerie, Tirana, Albanien